# 火星軌道器相機

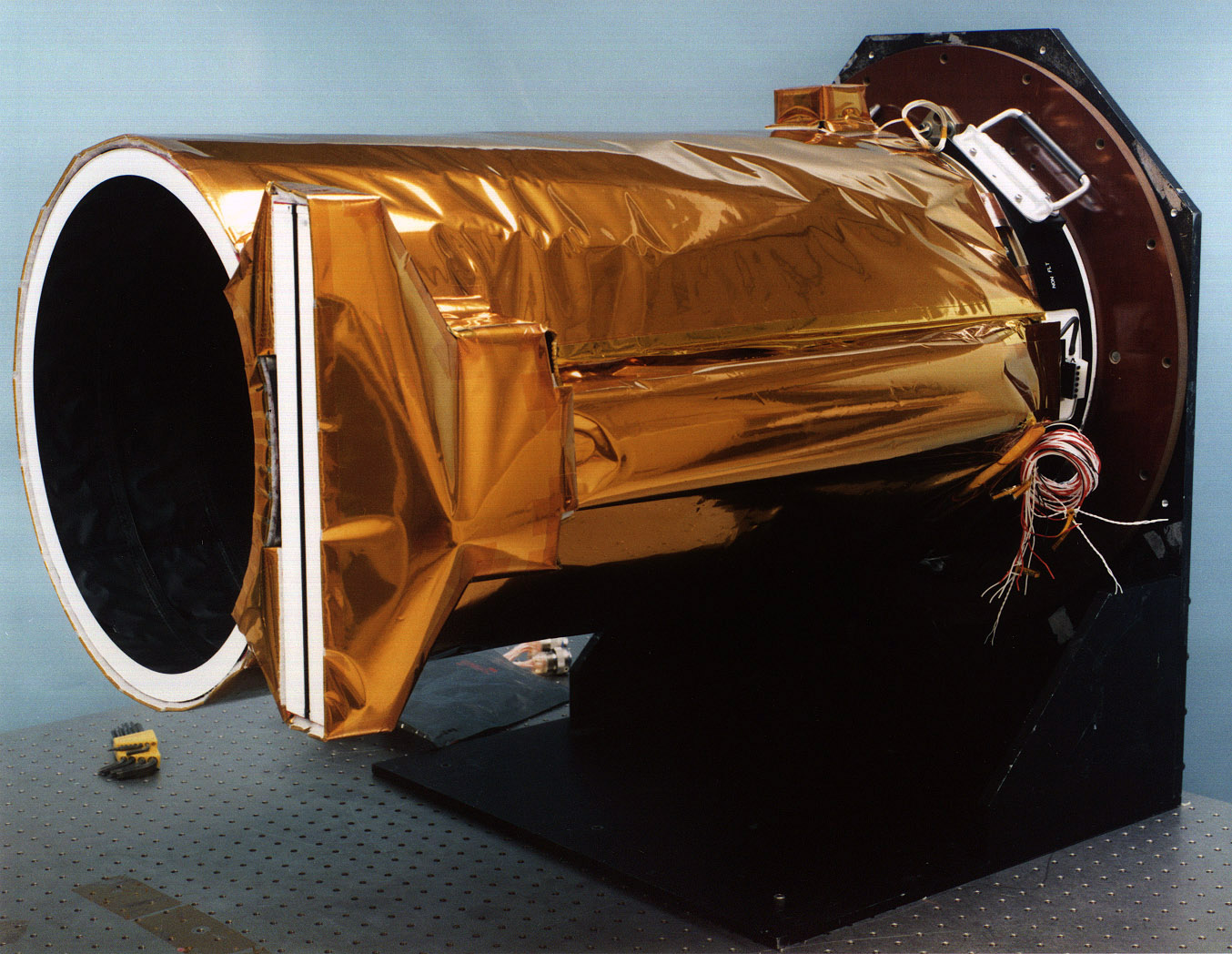
火星轨道器相机在1997年至2006年期间运行在火星的轨道上（窄角相机部署在圆柱体内，两台广角相机则安装在前部区）。

火星轨道器相机（Mars Orbiter Camera）和火星观察者号相机（Mars Observer Camera），简称“MOC”，是安装在火星观察者号和火星全球探勘者号探测器上的科学仪器。该照相机由马林空间科学系统公司（MSSS）为美国宇航局制造，整个火星轨道器照相机科学调查项目的成本约为4400万美元，高于预算预期。

## 介绍

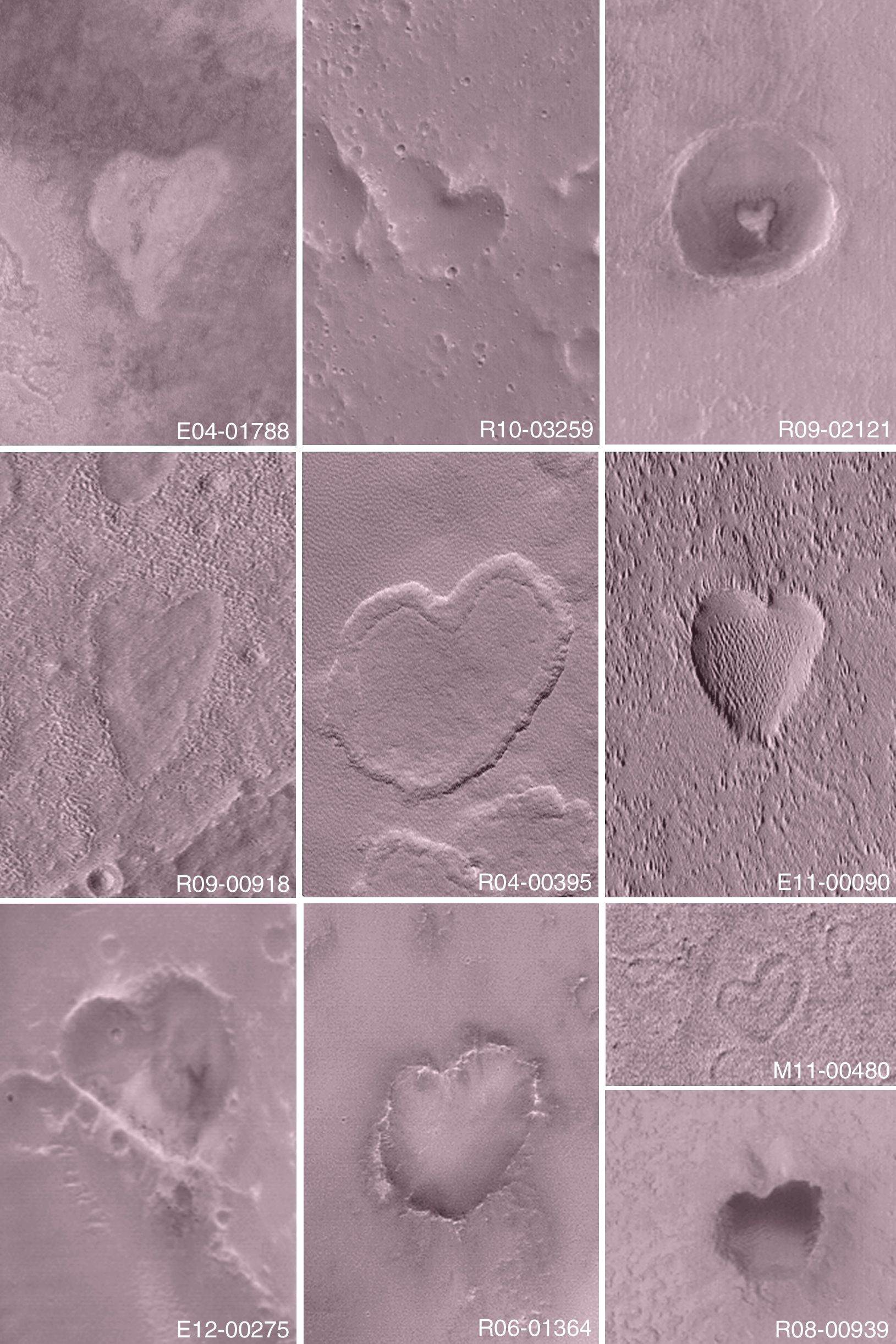
火星上的心形特征（2004年2月14日火星全球探勘者号上的火星轨道器相机拍摄）。

该设备最初命名为“火星观察者号相机”，1986年被美国宇航局选入火星观察者号任务，但在1993年探测器丢失前，它只发回了三张火星照片。第二台相同规格的相机，更名为“火星轨道器相机”（MOC），1996年在加利福尼亚理工学院的协助下建造并搭载在火星全球探勘者号（MGS）探测器上发射升空。在2006年火星全球探勘者号探测器失事之前，该相机从环火星轨道上发回了243668张图像。火星轨道相机由其制造商马林太空科学系统公司（Malin Space Science Systems）操作，它的设施位于加利福尼亚州圣迭戈市。
该科学仪器由三部分组成：一台黑白窄角相机，空间分辨率为每像素1.4米（从378公里的高度）；两台推扫式广角相机（一台红色，另一台蓝色），分辨率为每像素230米到7.5公里/像素。窄角相机提供了火星轨道器相机发回了97097张（约占总数的40%）。
窄角摄像机放置在一只80厘米长、直径40厘米的圆柱体内，两台广角摄像机安装在圆柱体前部上方。所有摄像头均基于电荷耦合器件 （CCD）技术，并由20世纪80年代最先进的电子设备支持，包括一台32位抗辐射10兆赫处理器（每秒可处理100万条指令）和12兆字节的动态随机存取存储器（DRAM）内存缓冲区。
除了拍摄图像外，火星轨道器相机的12 兆内存缓冲区还为火星全球探勘者号的火星中继天线提供服务，作为地球和着陆在火星的探测器之间通信的临时数据存储。例如，超过7.6太兆（TB）的数据被传送到以及从火星探测车（勇气号和机遇号）上传送出去。该相机还使美国宇航局的科学家能够为其他探索任务选择合适的着陆地点。
 

## 图集

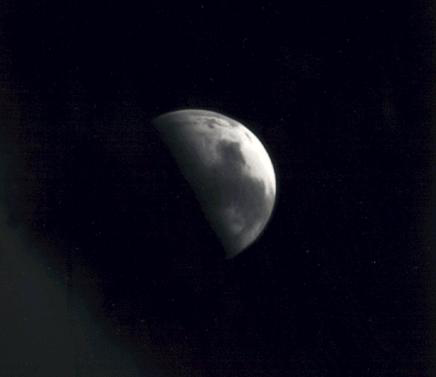
火星观察者号相机在失联前拍摄的火星的照片
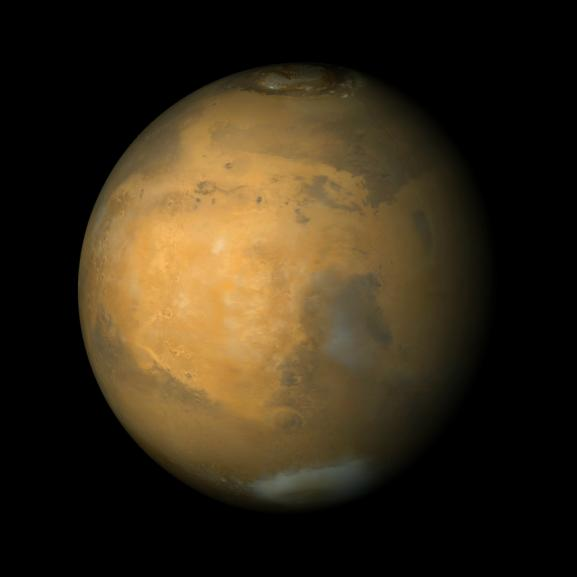
火星轨道器相机拍摄的以阿拉伯高地为中心（明亮区域）的色彩增强火星照片[4]。
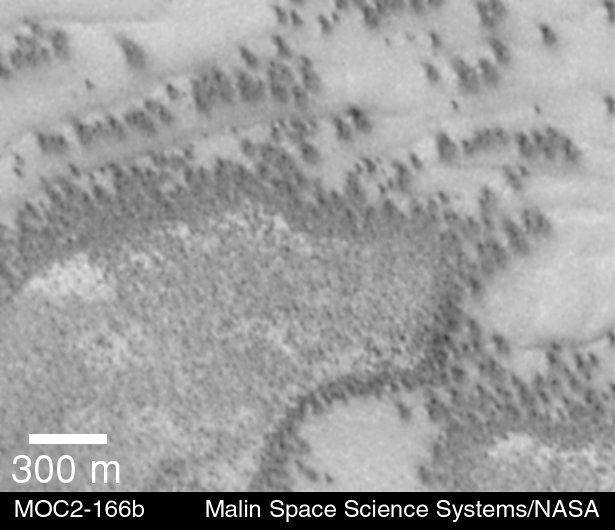
1999年7月21日火星轨道器相机拍摄的照片显示了火星的极地沙丘[2]。
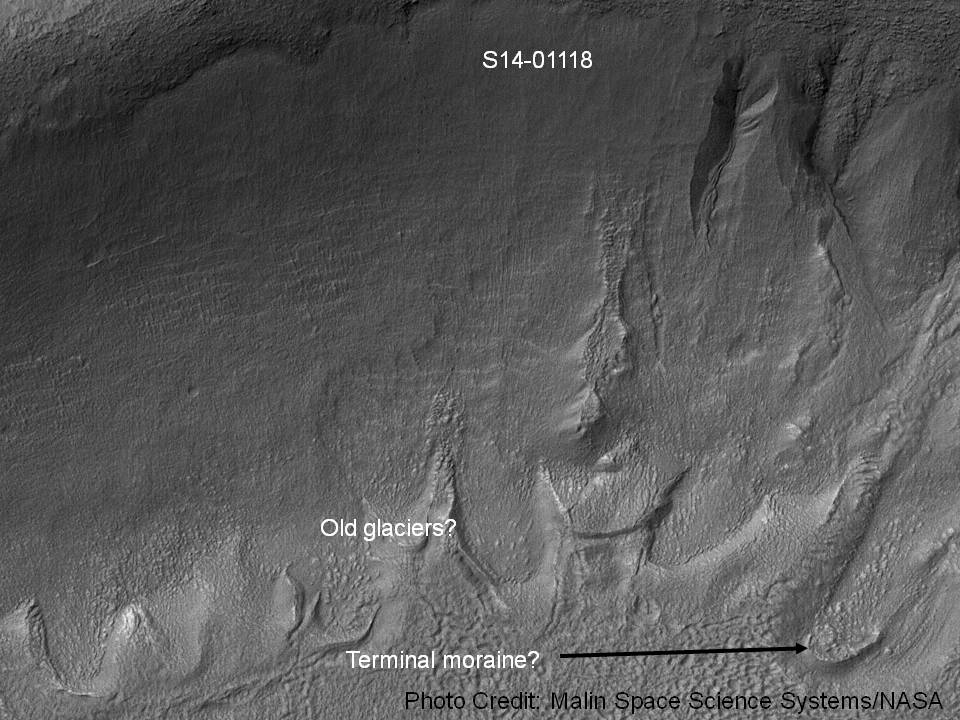
开普勒大陨击坑以北，埃里达尼亚区一座撞击坑内的冲沟。此外，右边的一处舌状特征，可能是残存的古冰川的遗迹。该图片为火星全球探勘者号根据火星轨道器相机公共目标计划所拍摄。
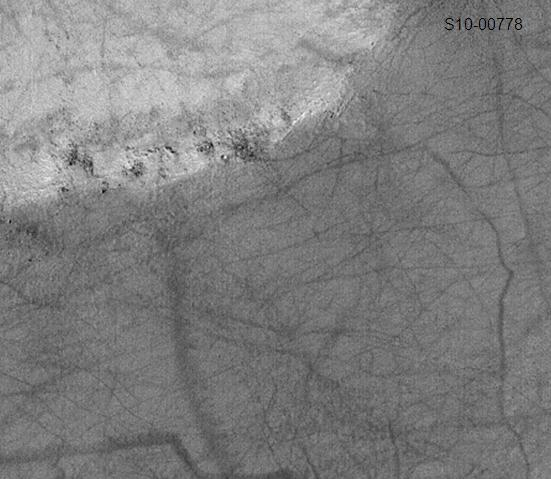
火星全球探勘者号所看到的巨大尘暴形成的大小轨迹图案。
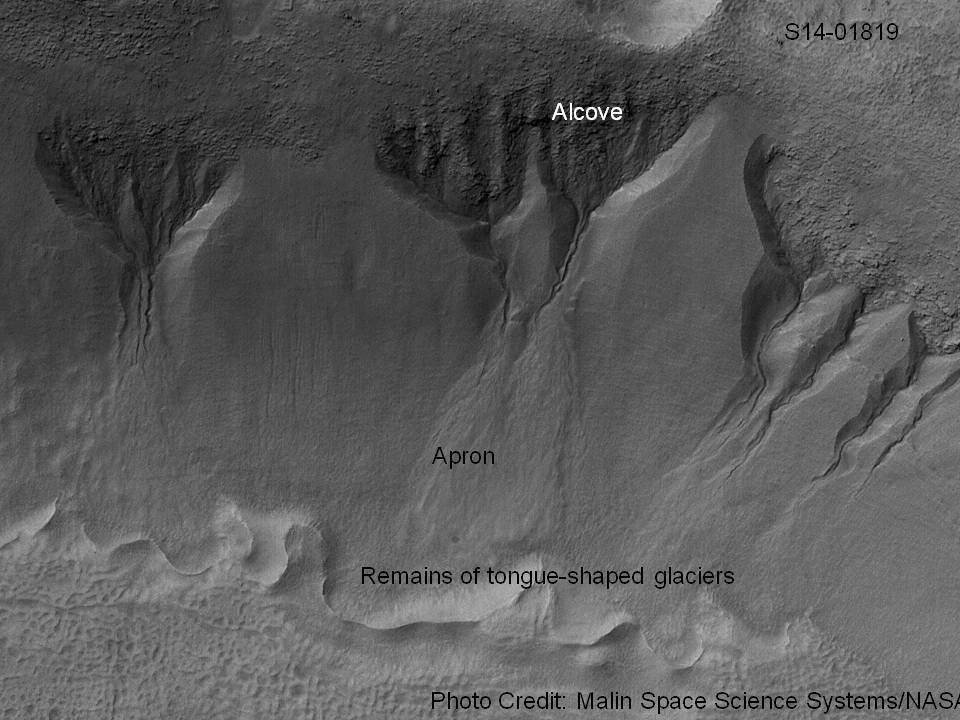
牛顿撞击坑以西（南纬41.3047度，东经192.89度）一座撞击坑北壁上的一组冲沟。火星全球探勘者号根据火星轨道器相机公共目标计划拍摄的图片。
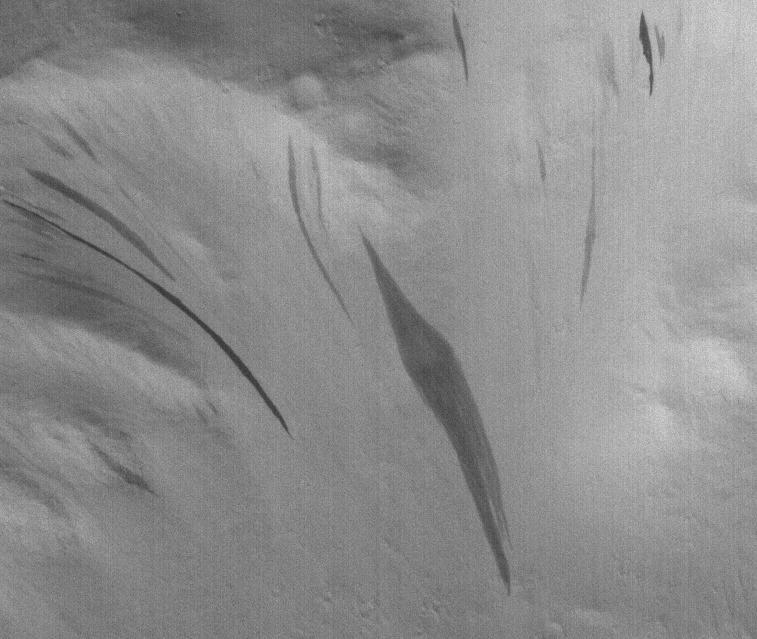
根据火星轨道器相机公共目标计划，“火星全球探勘者号”拍摄的狄阿克里亚区中的暗坡条纹。
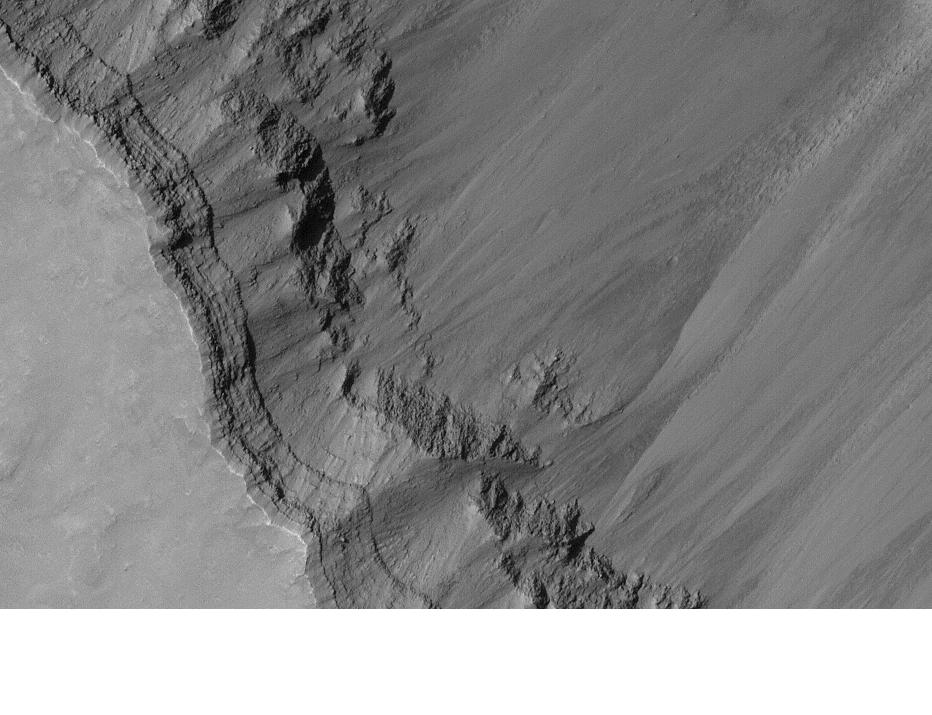
根据火星轨道器相机公共目标计划，“火星全球探勘者号”拍摄的科普剌塔斯区峡谷壁层。
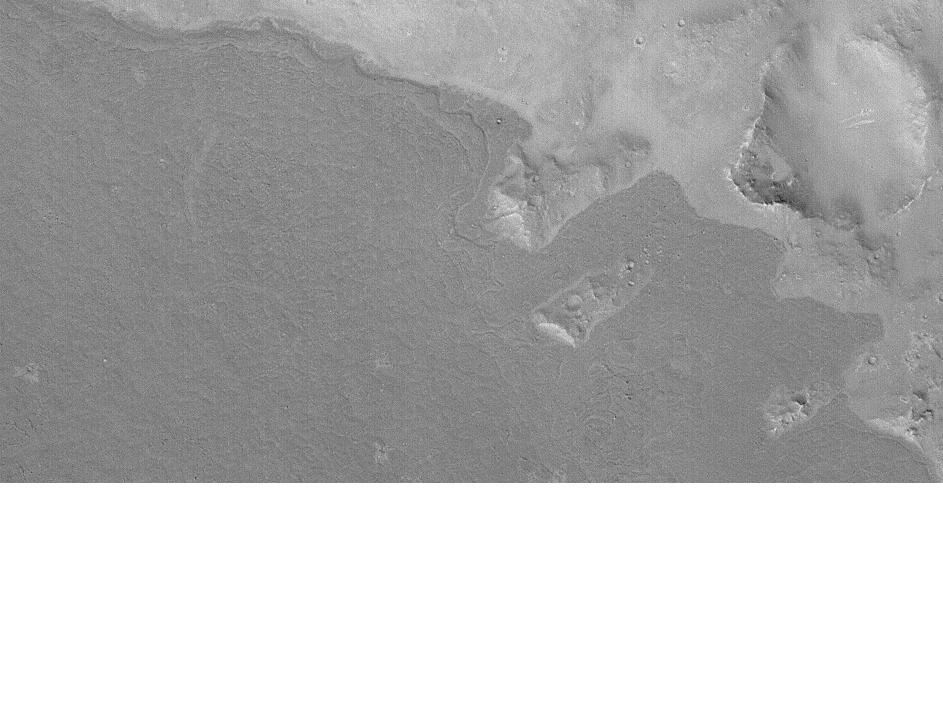
埃律西昂区的熔岩流，埃律西昂区中有许多熔岩流。在这张照片中熔岩流向右上角。“火星全球探勘者号”根据火星轨道器相机公共目标计划拍摄的图像。

## 另请参阅
- 远程侦察成像仪 (一台安装在前往冥王星的新视野号探测器上的望远镜成像仪)
- 火星轨道器相机公共目标计划

马林公司还为美国宇航局制造和操作了其他一些摄像机，包括：
- 背景摄影机，也同样适用于火星勘测轨道飞行器。
- 朱诺相机，2016年部署在木星轨道上的朱诺号探测器上。
- 火星彩色成像仪，应用于星勘测飞行轨道器（(MRO）上。